# Óscar Santis
Óscar Alexander Santis Cayax (Mazatenango, 25 marzo 1999) è un calciatore guatemalteco, ala dell'Antigua GFC, in prestito dalla Dinamo Tbilisi, e della nazionale guatemalteca.

## Carriera

### Nazionale
È stato convocato con la nazionale guatemalteca per le edizioni della Gold Cup del 2021 e del 2025, in cui ha segnato la rete del definitivo 0-1 nella prima partita della fase a gironi vinta contro la Giamaica, mettendo così fine a una serie di tredici anni senza vittorie contro i Reggae Boyz.

## Statistiche

### Cronologia presenze e reti in nazionale
| Cronologia completa delle presenze e delle reti in nazionale ― Guatemala | Cronologia completa delle presenze e delle reti in nazionale ― Guatemala | Cronologia completa delle presenze e delle reti in nazionale ― Guatemala | Cronologia completa delle presenze e delle reti in nazionale ― Guatemala | Cronologia completa delle presenze e delle reti in nazionale ― Guatemala | Cronologia completa delle presenze e delle reti in nazionale ― Guatemala | Cronologia completa delle presenze e delle reti in nazionale ― Guatemala | Cronologia completa delle presenze e delle reti in nazionale ― Guatemala |
| Data                                                                     | Città                                                                    | In casa                                                                  | Risultato                                                                | Ospiti                                                                   | Competizione                                                             | Reti                                                                     | Note                                                                     |
| ------------------------------------------------------------------------ | ------------------------------------------------------------------------ | ------------------------------------------------------------------------ | ------------------------------------------------------------------------ | ------------------------------------------------------------------------ | ------------------------------------------------------------------------ | ------------------------------------------------------------------------ | ------------------------------------------------------------------------ |
| 24-2-2021                                                                | Città del Guatemala                                                      | Guatemala                                                                | 1 – 0                                                                    | Nicaragua                                                                | Amichevole                                                               | -                                                                        | 71’                                                                      |
| 27-3-2021                                                                | Willemstad                                                               | Isole Vergini Britanniche                                                | 0 – 3                                                                    | Guatemala                                                                | Qual. Mondiali 2022                                                      | -                                                                        | 64’                                                                      |
| 4-6-2021                                                                 | Città del Guatemala                                                      | Guatemala                                                                | 10 – 0                                                                   | Saint Vincent e Grenadine                                                | Qual. Mondiali 2022                                                      | 1                                                                        | 45’                                                                      |
| 8-6-2021                                                                 | Willemstad                                                               | Curaçao                                                                  | 0 – 0                                                                    | Guatemala                                                                | Qual. Mondiali 2022                                                      | -                                                                        | 78’                                                                      |
| 6-7-2021                                                                 | Fort Lauderdale                                                          | Guatemala                                                                | 1 – 1 (9 – 10 dtr)                                                       | Guadalupa                                                                | Qual. Gold Cup 2021                                                      | -                                                                        | 87’                                                                      |
| 11-7-2021                                                                | Frisco                                                                   | El Salvador                                                              | 2 – 0                                                                    | Guatemala                                                                | Gold Cup 2021 - 1º turno                                                 | -                                                                        | 58’                                                                      |
| 14-7-2021                                                                | Dallas                                                                   | Guatemala                                                                | 0 – 3                                                                    | Messico                                                                  | Gold Cup 2021 - 1º turno                                                 | -                                                                        | 20’ 70’                                                                  |
| 18-7-2021                                                                | Frisco                                                                   | Guatemala                                                                | 1 – 1                                                                    | Trinidad e Tobago                                                        | Gold Cup 2021 - 1º turno                                                 | -                                                                        |                                                                          |
| 8-9-2021                                                                 | Antigua Guatemala                                                        | Guatemala                                                                | 2 – 2                                                                    | Nicaragua                                                                | Amichevole                                                               | -                                                                        |                                                                          |
| 24-3-2022                                                                | Antigua Guatemala                                                        | Guatemala                                                                | 1 – 0                                                                    | Cuba                                                                     | Amichevole                                                               | -                                                                        | 67’                                                                      |
| 24-4-2022                                                                | San Jose                                                                 | El Salvador                                                              | 0 – 4                                                                    | Guatemala                                                                | Amichevole                                                               | 2                                                                        | 70’                                                                      |
| 27-4-2022                                                                | Orlando                                                                  | Messico                                                                  | 0 – 3                                                                    | Guatemala                                                                | Amichevole                                                               | -                                                                        | 73’                                                                      |
| 2-6-2022                                                                 | Cayenne                                                                  | Guyana                                                                   | 2 – 0                                                                    | Guatemala                                                                | CONCACAF Nations League 2022-2023 - 1º turno                             | -                                                                        | 69’                                                                      |
| 5-6-2022                                                                 | Città del Guatemala                                                      | Guatemala                                                                | 2 – 0                                                                    | Belize                                                                   | CONCACAF Nations League 2022-2023 - 1º turno                             | -                                                                        | 69’                                                                      |
| 10-6-2022                                                                | Santo Domingo                                                            | Rep. Dominicana                                                          | 1 – 1                                                                    | Guatemala                                                                | CONCACAF Nations League 2022-2023 - 1º turno                             | 1                                                                        |                                                                          |
| 13-6-2022                                                                | Città del Guatemala                                                      | Guatemala                                                                | 2 – 0                                                                    | Rep. Dominicana                                                          | CONCACAF Nations League 2022-2023 - 1º turno                             | -                                                                        | 81’                                                                      |
| 24-9-2022                                                                | Harrison                                                                 | Colombia                                                                 | 4 – 1                                                                    | Guatemala                                                                | Amichevole                                                               | 1                                                                        | 65’                                                                      |
| 27-9-2022                                                                | Houston                                                                  | Honduras                                                                 | 2 – 1                                                                    | Guatemala                                                                | Amichevole                                                               | -                                                                        | 64’                                                                      |
| 23-10-2022                                                               | Malaga                                                                   | Qatar                                                                    | 2 – 0                                                                    | Guatemala                                                                | Amichevole                                                               | -                                                                        |                                                                          |
| 19-11-2022                                                               | Carson                                                                   | Guatemala                                                                | 3 – 1                                                                    | Nicaragua                                                                | Amichevole                                                               | 1                                                                        | 76’                                                                      |
| 12-3-2023                                                                | San Jose                                                                 | Guatemala                                                                | 1 – 1                                                                    | Panama                                                                   | Amichevole                                                               | -                                                                        |                                                                          |
| 24-3-2023                                                                | Belmopan                                                                 | Belize                                                                   | 1 – 2                                                                    | Guatemala                                                                | CONCACAF Nations League 2022-2023 - 1º turno                             | 1                                                                        | 79’                                                                      |
| 27-3-2023                                                                | Città del Guatemala                                                      | Guatemala                                                                | 4 – 0                                                                    | Guyana                                                                   | CONCACAF Nations League 2022-2023 - 1º turno                             | -                                                                        | 82’                                                                      |
| 3-9-2023                                                                 | Fort Lauderdale                                                          | Guatemala                                                                | 0 – 0                                                                    | Honduras                                                                 | Amichevole                                                               | -                                                                        | 65’                                                                      |
| 7-9-2023                                                                 | Città del Guatemala                                                      | Guatemala                                                                | 2 – 0                                                                    | El Salvador                                                              | CONCACAF Nations League 2023-2024 - 1º turno                             | -                                                                        | 71’                                                                      |
| 10-9-2023                                                                | Città del Guatemala                                                      | Guatemala                                                                | 1 – 1                                                                    | Panama                                                                   | CONCACAF Nations League 2023-2024 - 1º turno                             | -                                                                        | 46’                                                                      |
| 13-10-2023                                                               | Port of Spain                                                            | Trinidad e Tobago                                                        | 3 – 2                                                                    | Guatemala                                                                | CONCACAF Nations League 2023-2024 - 1º turno                             | 1                                                                        | 66’                                                                      |
| 11-11-2023                                                               | Harrison                                                                 | Guatemala                                                                | 0 – 0                                                                    | Giamaica                                                                 | Amichevole                                                               | -                                                                        | 74’                                                                      |
| 13-1-2024                                                                | Fort Lauderdale                                                          | Guatemala                                                                | 0 – 1                                                                    | Islanda                                                                  | Amichevole                                                               | -                                                                        | 77’                                                                      |
| 21-3-2024                                                                | Harrison                                                                 | Ecuador                                                                  | 2 – 0                                                                    | Guatemala                                                                | Amichevole                                                               | -                                                                        | 61’                                                                      |
| 24-3-2024                                                                | Houston                                                                  | Guatemala                                                                | 0 – 0                                                                    | Venezuela                                                                | Amichevole                                                               | -                                                                        | 90+1’                                                                    |
| 5-6-2024                                                                 | Città del Guatemala                                                      | Guatemala                                                                | 6 – 0                                                                    | Dominica                                                                 | Qual. Mondiali 2026                                                      | -                                                                        | 73’                                                                      |
| 8-6-2024                                                                 | Road Town                                                                | Isole Vergini Britanniche                                                | 0 – 3                                                                    | Guatemala                                                                | Qual. Mondiali 2026                                                      | -                                                                        | 65’                                                                      |
| 14-6-2024                                                                | Landover                                                                 | Argentina                                                                | 4 – 1                                                                    | Guatemala                                                                | Amichevole                                                               | -                                                                        | 75’                                                                      |
| 5-9-2024                                                                 | Città del Guatemala                                                      | Guatemala                                                                | 3 – 1                                                                    | Martinica                                                                | CONCACAF Nations League 2024-2025 - 1º turno                             | -                                                                        | 82’                                                                      |
| 9-9-2024                                                                 | Città del Guatemala                                                      | Guatemala                                                                | 0 – 0                                                                    | Costa Rica                                                               | CONCACAF Nations League 2024-2025 - 1º turno                             | -                                                                        | 68’                                                                      |
| 11-10-2024                                                               | Leonora                                                                  | Guyana                                                                   | 1 – 3                                                                    | Guatemala                                                                | CONCACAF Nations League 2024-2025 - 1º turno                             | 2                                                                        |                                                                          |
| 15-10-2024                                                               | San José                                                                 | Costa Rica                                                               | 3 – 0                                                                    | Guatemala                                                                | CONCACAF Nations League 2024-2025 - 1º turno                             | -                                                                        | 77’                                                                      |
| 16-3-2025                                                                | Fort Lauderdale                                                          | Honduras                                                                 | 1 – 2                                                                    | Guatemala                                                                | Amichevole                                                               | -                                                                        | 65’                                                                      |
| 21-3-2025                                                                | Bridgetown                                                               | Guyana                                                                   | 3 – 2                                                                    | Guatemala                                                                | Qual. Gold Cup 2025                                                      | 1                                                                        | 45’                                                                      |
| 25-3-2025                                                                | Città del Guatemala                                                      | Guatemala                                                                | 2 – 0                                                                    | Guyana                                                                   | Qual. Gold Cup 2025                                                      | -                                                                        | 55’                                                                      |
| 30-5-2025                                                                | Chattanooga                                                              | El Salvador                                                              | 1 – 1                                                                    | Guatemala                                                                | Amichevole                                                               | -                                                                        | 45’                                                                      |
| 6-6-2025                                                                 | Città del Guatemala                                                      | Guatemala                                                                | 4 – 2                                                                    | Rep. Dominicana                                                          | Qual. Mondiali 2026                                                      | 3                                                                        | 60’ 71’                                                                  |
| 16-6-2025                                                                | Carson                                                                   | Giamaica                                                                 | 0 – 1                                                                    | Guatemala                                                                | Gold Cup 2025 - 1º turno                                                 | 1                                                                        | 77’                                                                      |
| 20-6-2025                                                                | Austin                                                                   | Guatemala                                                                | 0 – 1                                                                    | Panama                                                                   | Gold Cup 2025 - 1º turno                                                 | -                                                                        | 39’ 62’                                                                  |
| 24-6-2025                                                                | Houston                                                                  | Guadalupa                                                                | 2 – 3                                                                    | Guatemala                                                                | Gold Cup 2025 - 1º turno                                                 | -                                                                        | 62’                                                                      |
| 29-6-2025                                                                | Minneapolis                                                              | Canada                                                                   | 1 – 1 (5 – 6 dtr)                                                        | Guatemala                                                                | Gold Cup 2025 - Quarti di finale                                         | -                                                                        |                                                                          |
| 2-7-2025                                                                 | St. Louis                                                                | Stati Uniti                                                              | 2 – 1                                                                    | Guatemala                                                                | Gold Cup 2025 - Semifinale                                               | -                                                                        | 90+4’                                                                    |
| Totale                                                                   |                                                                          | Presenze                                                                 | 48                                                                       |                                                                          | Reti (7º posto)                                                          | 16                                                                       |                                                                          |

## Palmarès

### Club

#### Competizioni nazionali
- Campionato guatemalteco di calcio: 2

Comunicaciones: Clausura 2022
Antigua GFC: Clausura 2025

#### Competizioni internazionali
- CONCACAF League: 1

Comunicaciones: 2021